# Heiligen Born
Das Gut Heiligen Born liegt südwestlich von Dhünn und östlich von Dabringhausen-Stumpf in Wermelskirchen in Nordrhein-Westfalen. Der Name kommt vermutlich von einer heilkräftigen Quelle.
Im Burger Lagerbuch hieß es 1688: Der Gerharden Kohl zu Pilchhausen ist am Eichholtz begütert und verpachtet ein Ort Wiesenblech mit dem quol (Quelle, Born).

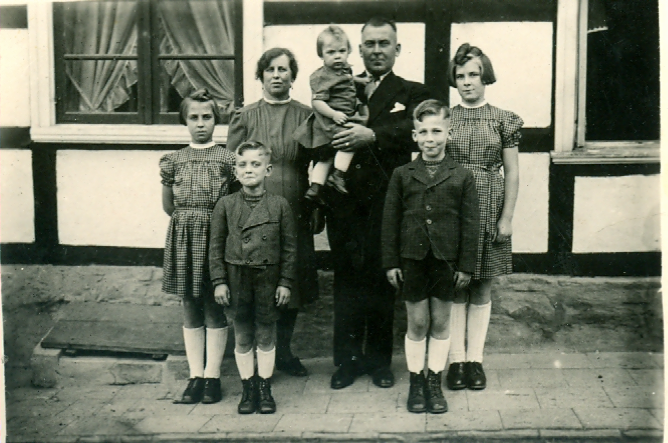
Familie Otto und Rosa Börsch um 1948 am Heiligen Born

Ebenso hieß es 1711 Gerhard Kohl zu Pilchhausen und sein Schwager geben von einem Ort Wiese mit der Quelle(Quol) so aus dem Eichholz ausgerodet 4 Taler und 2 Stüber an die Kellnerei Burg.
Das Land gehörte zum Gut Eichholz, und dieses war Domänengut der Grafen von Berg.
Aus dem Jahre 1759 gibt es eine Nachricht über das Gut Eichholz, lt. Messung Größe ca. 280 Morgen 23 Ruten.
Am 24. März 1779 lieh Christoph Kampmann, beim Eichholz im Heiligen Born, 100 Taler für das daselbst neu zu erbauende Haus. Hier findet sich einer der seltenen Fälle im Raum Wermelskirchen, wo das Alter eines Hauses genau feststeht.
Im Urkataster von 1828 bis 1830 war das Gut 17 Morgen groß. Wahrscheinlich durch Zukäufe aus dem Domänengut Eichholz ist das Gut im Jahr 1866 46 Morgen groß.
1896 verkauften die Besitzer an die letzten Eigentümer das Gut mit 28 Morgen Größe für 12.500 Mark.
In den letzten Jahren diente das Gut als Reiterhof.